# Vyvenka
Vyvenka (rusky Вывенка) je řeka na severu Kamčatského kraje v Rusku. Je 395 km dlouhá. Povodí má rozlohu 13 000 km².

## Průběh toku
Pramení na východních svazích Vetvejského hřbetu. Teče na jihozápad v široké mezihorské dolině. Ústí do zálivu Korfa Beringova moře).

## Vodní stav
Zdroj vody je sněhový a dešťový.